# Ahmad Qavam
Ahmad Qavam (2 de janeiro de 1873 - 23 de julho de 1955; em persa: احمد قوام), também conhecido como Qavam os-Saltaneh (em persa: قوام السلطنه), foi um político iraniano que serviu cinco vezes como primeiro-ministro do Irã.

## Biografia
Qavam nasceu em 1873 na proeminente família iraniana Qavam. Seu tio, Amin Aldoleh, foi primeiro-ministro do Irã. Hasan Vossug, que também serviu duas vezes como primeiro-ministro do Irã, era seu irmão mais velho.  Qavam serviu na corte real de Naceradim Xá no início de sua carreira e obteve o título de os-Saltaneh durante a Revolução Constitucional do Irã em 1909. A carta assinada por Mozafaradim Xá em aceitação da Revolução Constitucional foi escrita por Qavam, que na época tinha o título de Dabir-e Hozoor (Secretário Privado). Qavam tornou-se primeiro-ministro várias vezes durante as dinastias Cajar e Pahlavi. Por duas vezes desempenhou um papel significativo na prevenção da anexação da URSS às províncias do norte do Irã. 

## Carreira política

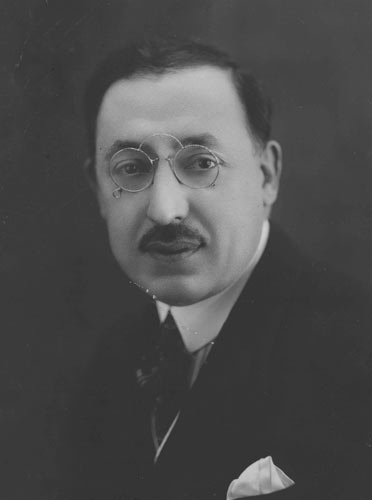
Ahmad Qavam

Qavam foi nomeado governador da província de Coração em 1918, período durante o qual respondeu à fome contínua e à pandemia de gripe espanhola.   Ele era um administrador linha-dura e proibiu alguns dos jornais publicados na região. 
Em 1921, durante o golpe de estado de Teerã contra o governo Qajar, Tabatabaee ordenou que o coronel Pessian prendesse muitos membros da oposição, entre eles Ahmad Qavam. 
No entanto, com a queda do governo de Tabatabaee e a recusa de Mostowfi ol-Mamalek e outros em aceitar o cargo de primeiro-ministro devido à situação política instável, Qavam, recém-libertado da prisão de Ishratabad em Teerã, recebeu a oferta do cargo. Ele aceitou e tornou-se primeiro-ministro em circunstâncias tão incomuns que Iraj Mirza escreveu os seguintes versos: 

یکی را افکند امروز در بند

کند روز دیگر او را خداوند

"Um dia na prisão ele é jogado,

outro dia a cadeira do rei ele possuirá"

Qavam ordenou a prisão de Seyyed Zia'eddin Tabatabaee em um incidente 25 anos depois. Ele também ordenou a repressão à revolta do Coronel Pessian, que esmagou com a ajuda de Reza Pahlavi. 
Um dos principais acontecimentos que ocorreram durante os seus mandatos como primeiro-ministro foi o convite a Arthur Millspaugh para ajudar o governo nas suas finanças. Outra foram os motins de 1942 devido às dificuldades econômicas. Ele nomeou Sepahbod Ahmad Amir-Ahmadi para restaurar a ordem e acabar com os tumultos, o que fez com força. Qavam também foi fundamental no Tratado Tripartite de 1942 entre o Irã, a Rússia e a Grã-Bretanha. 
Ele foi novamente eleito primeiro-ministro em 26 de janeiro de 1946, com uma pequena margem no Majlis de 52-51.  O Majlis pensou que teria a melhor chance de resolver a rebelião de inspiração soviética na província ocupada do Azerbaijão, já que Qavam era o maior proprietário de propriedades na região. Qavam ordenou que a delegação iraniana na ONU negociasse questões pendentes no Conselho de Segurança diretamente com a delegação soviética. Ele então voou para Moscou para discutir pessoalmente as questões com Stalin. 
Quando os soviéticos violaram os termos do Pacto Tripartite, que exigia a retirada de todas as forças militares estrangeiras do território iraniano até 2 de março de 1946, foram fortemente repreendidos pelo líder parlamentar, Mohammed Mossadegh. 
Qavam fez um acordo com os soviéticos, concedendo uma concessão petrolífera no Norte, dependendo da aprovação do Majlis após as eleições. Nos termos do acordo com Qavam, as tropas soviéticas começaram a retirar-se do Irão. Quando o novo Majlis tomou posse, votaram imediatamente contra a proposta de concessão petrolífera soviética.  Isso rendeu a Qavam o título agradável de "A Velha Raposa". Também causou oposição significativa contra ele, liderada por Atesh e seu editor Mehdi Mir Ashrafi  e Mard-i Imruz e seu editor Mohammad Masud, que argumentaram publicamente que Qavam deveria ser morto devido ao acordo de petróleo com os soviéticos. 

## Morte
Qavam morreu aos 82 anos em 1955 em Teerã. Ele deixou sua segunda esposa e seu único filho, Hossein. 